# انسفالیت سنت لوئیس

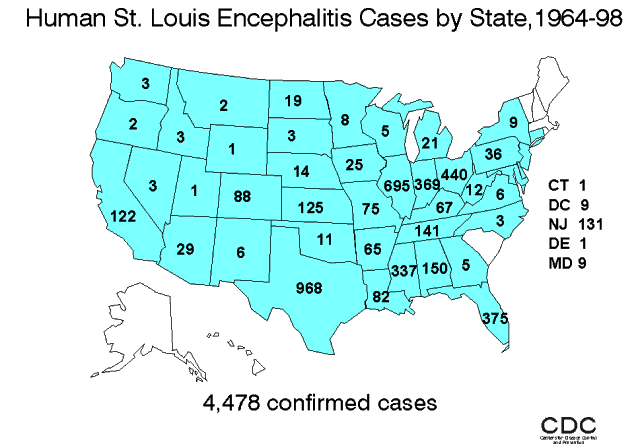
میزان بروز انسانی انسفالیت سنت لوئیس در ایالات متحده مابین سال‌های ۱۹۶۴ تا ۱۹۹۸.

انسفالیت سنت لوئیس (انگلیسی: Saint Louis encephalitis) یک بیماری ویروسی است که در اثر نیش پشه کولکس (به‌ویژه کولکس پیپینس) ایجاد می‌شود. ویروس انسفالیت سنت لوئیس با ویروس ایجادکنندهٔ التهاب مغز ژاپنی مرتبط است و زیرشاخه‌ای از خانواده فلاوی‌ویریده است. این بیماری عمدتاً در ایالات متحده آمریکا از جمله هاوایی دیده می‌شود. گاه‌به‌گاه مواردی نیز در کانادا، مکزیک و دریای کارائیب، از جمله آنتیل بزرگ، ترینیداد و توباگو و جامائیکا گزارش شده است.
تاکنون پنج مطالعه ژنتیکی تکاملی ویروس انسفالیت سنت لوئیس منتشر شده است که چهار مورد از آنها روی درخت تبارزایی، تنوع ژنتیکی گونه‌ها و پویایی نوترکیبی ژنی با توالی‌یابی ژن پروتئین پوشش ویروس و بخش‌هایی از ژن‌های دیگر متمرکز شده‌اند. اخیراً یک مطالعه تکاملی بر اساس ۲۳ توالی چارچوب خوانش باز کامل جدید (ژنوم‌های تقریباً کامل) نشان داد که سویه‌های آمریکای شمالی به یک تبارشاخه تعلق دارند.
نام‌گذاری این ویروس به سال ۱۹۳۳ برمی گردد، هنگامی که طی پنج هفته در فصل پاییز، یک اپیدمی انفجاری در حومهٔ سنت لوئیس و برخی مناطق شهرستان سنت لوئیس، میزوری رخ داد. بیش از ۱۰۰۰ از بیماری مورد به ادارات بهداشت محلی گزارش شد و از مؤسسه ملی سلامت ایالات متحده که تازه تأسیس شده بود، درخواست کمک تخصصی اپیدمیولوژیک و پژوهشی شد. این ویروس که تا آن هنگام ناشناخته بود و ناگهان باعث اپیدمی شده بود، توسط تیم مؤسسه ملی سلامت ابتدا در میمون‌ها و سپس در موش‌های سفید کشف و جداسازی شد.
در ایالات متحده آمریکا به‌طور متوسط سالانه ۱۲۸ مورد انسفالیت سنت لوئیس ثبت می‌شود. در مناطق معتدل ایالات متحده، مواردانسفالیت سنت لوئیس عمدتاً در اواخر تابستان یا اوایل پاییز رخ می‌دهد. در جنوب ایالات متحده که آب و هوای معتدل تری دارد، این بیماری ممکن است در تمام طول سال رخ دهد.
بیشتر عفونت‌های این ویروس منجر به یک بیماری خفیف از جمله تب و سردرد می‌شود. هنگامی که عفونت شدیدتر باشد، فرد ممکن است دچار سردرد، تب بالا، سفتی گردن، بهت، عدم موقعیت‌آگاهی، کما، لرزش، تشنج‌های گاه به گاه و فلج کامل اسپاستیک شود. میزان مرگ و میر بین ۳–۳۰٪ است. احتمال ابتلای افراد مسن به عفونت کشنده بیشتر است.
هیچ واکسن یا هیچ درمان مؤثر قطعی به‌طور خاص برای ویروس انسفالیت سنت لوئیس وجود ندارد، اگرچه یک مطالعه نشان داد که استفاده اولیه از «اینترفرون آلفا-۲بی» ممکن است شدت عوارض بیماری را کاهش دهد.